# Chorvatsko na Letních olympijských hrách 2004
Chorvatsko se účastnilo Letní olympiády 2004. Zastupovalo ho 81 sportovců (66 mužů a 15 žen) ve 14 sportech.

## Medailisté
| Medaile | Jméno | Sport     | Soutěž                       |
| ------- | --- | --------- | ---------------------------- |
| Zlato   | Venio Losert Vlado Šola Valter Matošević Nikša Kaleb Ivano Balić Blaženko Lacković Vedran Zrnić Igor Vori Davor Dominiković Mirza Džomba Drago Vuković Slavko Goluža Goran Šprem Denis Špoljarić Petar Metličić | Házená    | Turnaj mužů                  |
| Stříbro | Duje Draganja | Plavání   | muži 50 m volný způsob       |
| Stříbro | Nikša Skelin Siniša Skelin | Veslování | muži dvojka bez kormidelníka |
| Bronz   | Nikolaj Pešalov | Vzpírání  | muži vzpírání do 69 kg       |
| Bronz   | Mario Ančić Ivan Ljubičić | Tenis     | Muži čtyřhra                 |